# Wiprecht de Groitzsch
Wiprecht (o Wigbert) de Groitzsch (m. 22 de mayo de 1124) fue margrave de Meissen y de la Marca Sajona Oriental desde 1123 hasta su muerte. Nació en una familia noble de la Altmark, el hijo de Wiprecht de Balsamgau y Sigena de Leinungen. Después de la muerte de su padre en 1060, fue criado en la corte de Lotario Udo II, margrave de la Marca del Norte, en Stade. 
Lotario Udo le entregó el castillo de Tangermünde en el Balsamgau como un feudo y más tarde le transfirió el castillo de Groitzsch en la Osterland, entre el Pleisse, el Mulde, y el Elster, de los que tomó su nombre. En algún momento entre 1075 y 1080, se vio obligado a exiliarse de Groitzsch por la nobleza regional, que se opuso a sus movimientos de colonización. Huyó a la corte de Vratislao II de Bohemia en Praga. Bajo Vratislao alcanzó una posición de influencia en la corte y, como favorito del emperador Enrique IV, apoyó a Vratislao en su reclamación de una corona en 1080. En 1085 se casó con la hija del rey, Judit, hija de su tercera esposa, Swiętoslawa (Svatana), una polaca. Ella aportó Budissin, esto es, Alta Lusacia alrededor de Bautzen, y Nisani, la región alrededor de Dresde, como dote. Dio a luz a su primer hijo, Wiprecht, en 1087. 
En 1080, combatió con el emperador contra el antirrey Rodolfo de Rheinfelden. En 1084, estuvo con Enrique en Roma luchando contra el papa Gregorio VII. Debido a que había matado a un enemigo en la iglesia de Santiago en Zeitz en 1089, Wiprecht emprendió una peregrinación a Roma y Santiago de Compostela en 1090. 
Después de su estancia en Bohemia, regresó a la Marca de Meissen y recuperó Groitzsch por la fuerza de las armas. Inmediatamente comenzó a colonizar la región con alemanes de Franconia en pueblos entre los ríos Mulde y Wiera. Según James Westfall Thompson, la "germanización real del Meissen comenzó con Wiprecht de Groitzsch." En 1091 fundó el monasterio de Pegau, cuyos anales, los Annales Pegavienses, son la principal fuente de su vida. Fundó otro monasterio, Lausigk, en 1104. En 1106, aparece por vez primera con el título de conde e hizo campaña con el nuevo rey Enrique V. 
En 1108, Judit murió. En 1110, se casó con Cunegunda, heredera de Beichlingen e hija de Otón I de Meissen. Fue una doble boda, con su hijo Wiprecht se casó con la hija de Cunegunda de otro matrimonio, también llamada Cunegunda, al mismo tiempo. Su matrimonio con Cunegunda no tuvo descendencia.
En 1109, después del asesinato de Svatopluk de Bohemia, Wiprecht el Joven ayudó a Borivoi II a recuperar Praga. Cuando la noticia de esto alcanzó a Ladislao, el hermano de Borivoi celebrando la Navidad en Pilsen, Ladislao marchó sobre Praga y derrotó a Wiprecht fuera de las murallas de la ciudad el 24 de diciembre de 1109. Llamó al emperador que acudiera para arreglar el asunto y lo compensara con 500 marcos de plata por los gastos de haber tenido que tomar sus derechos ducales a la fuerza. El emperador llegó a Bamberg y arrestó a Wiprecht. Wiprecht el Viejo abandonó la dote de su primera esposa y sus castillos de Leisnig y Morungen al emperador para redimir a su hijo. 
Después de la coronación imperial de Enrique V, Wiprecht, Sigfrido de Orlamünde, y Luis I de Turingia se unieron en rebelión contra él (1112). Fueron derrotados por Hoyer de Mansfeld y Wiprecht fue capturado y apresado en Trifels en 1113, librándose de la muerte sólo a condición de que él transfiriera sus tierras al emperador. Solo lo liberaron en 1116 en un intercambio de prisioneros por el ministerialis Heinrich Haupt. Parece que en esa época había recuperado sus derechos perdidos. Mientras que estaba en prisión, su hijo Wiprecht, tomó parte del lado de Lotario de Suplimburgo en la batalla de Welfesholz el 11 de febrero de 1115, donde Hoyer de Mansfeld había muerto. Wiprecht el Joven murió en 1117. 
En 1118, Wiprecht fue nombrado burgrave de Magdeburgo. Se convirtió en defensor del monasterio de Neuwerk en Halle. En 1123, recuperó el favor imperial cuando Enrique V lo nombró para suceder a Enrique II en las marcas de Meissen y Lusacia (la Marca Sajona Oriental). Lotario, duque de Sajonia, nombró sus propios candidatos: Alberto el Oso en Lusacia y Conrado en Meissen. Fue incapaz de mantener sus pretensiones en ambas marcas contra dos poderosos oponentes. Murió por quemaduras durante un incendio en mayo del año siguiente en Pegau, donde fue enterrado en la iglesia que había fundado. Antes que él habían muerto su hijo mayor, Wiprecht, y le sucedió su segundogénito, Enrique. Dejó una hija, Berta, quien se casó con Dedo IV de Wettin.